# RNK sa strukturom ukosnice
RNK sa strukturom ukosnice (skraćeno shRNK, eng. small hairpin RNA, shRNA) je mala nekodirajuća molekula RNK. Uz shRNK, ulogu u reguliranju genskog izražaja također imaju mikroRNK (miRNK) i mala interferirajuća RNK (siRNK).:sažetak, str. 2 u pdf-u
ShRNK je dvolančana molekula RNK koja posredovanjem u procesu interferencije RNK rezultira prigušivanjem (utišavanjem) gena komplementarnim sparivanjem s ciljnom molekulom mRNK. RNK strukture ukosnice ima slične prepreke tijekom RNKi: slabe je stabilnosti in vivo, zbog barijera ima teškoća u isporuci molekule i javljaju se neželjeni učinci koji ne rezultiraju utišavanjem gena.:sažetak, str. 2 u pdf-u
MiRNK, shRNK i siRNK primjenjuje se kao posrednike u terapijskom liječenju bolesti poput infekcija i tumora.:sažetak, str. 2 u pdf-u
ShRNK čini 19 nukleotida s nekoliko nukleotida na kraju 3'. Stanična jezgra mjesto je gdje joj se sintetiziraju molekule. To se izvodi pomoću polimeraze II ili III. Molekule shRNK koje se prepisuju polimerazom III U6 ili H1 promotora isto su građene kao ukosnica i imaju 2-5 nukleotida na kraju 3'. Prepisivanjem shRNK nastaje primarni transkript. Potom se on obrađuje u jezgri kompleksom u kojem su Drosha, Rnazni III enzim i dvolančana RNK domena bjelančevine DGCR8. Kompleks omogućuje primarnom transkriptu procesirati se u pojedinačne molekule shRNK.:5